# Sing Sing (Hörfunksender)
Sing Sing heißt ein regionaler Hörfunksender in der Bretagne (nähe St. Malo). Es wird vorzugsweise Reggae, Weltmusik, Rock und Musik der 60er- und 70er-Jahre gespielt. Über Antenne ist er in der Region von St. Malo über 96,7 FM zu empfangen.